# John Patrick Hayes
John Patrick Hayes (* 1. März 1930 in New York; † 21. August 2000 in Burbank, Kalifornien) war ein US-amerikanischer Filmregisseur, Drehbuchautor, Filmproduzent und Schauspieler. 1959 war er als Produzent des Kurzfilms The Kiss für einen Oscar nominiert.

## Leben
John Patrick Hayes begann in den 1950er Jahren Regie bei Kurzfilmen zu führen. 1958 schrieb er das Drehbuch zu dem Kurzfilm The Kiss, der bei der Oscarverleihung 1959 als Bester Kurzfilm nominiert war. Es gewann allerdings Grand Canyon, produziert von Walt Disney.
1961 drehte er seinen ersten Spielfilm The Grass Eater. Von da an bediente er vor allem das B-Film-Publikum und sprang mit Werken wie The Farmer’s Other Daughter (1965), Ein Körper voller Lust (1969), den Naziploitationfilm The Cut-Throats, Sweet Trash (1970) und Die Gruft des Grauens (1972) auf die damals sehr verbreitete Welle von Exploitationfilmen auf. In den 1970ern drehte er auch einige Pornos. Gelegentlich verwandte er auch die Pseudonyme Harold Perkins und Harold Brown.
Seine letzten beiden Werke waren eine Episode aus der Fernsehserie Geschichten aus der Schattenwelt (1985) und zwei Episoden aus dem Pornofilm Working Girls (1985).
John Hayes verstarb 2000 an Krebs.

## Filmografie (Auswahl)
Als Regisseur
- 1961: The Grass Eater (auch Drehbuch)
- 1963: Five Minutes to Love
- 1964: Shell Shock (auch Drehbuch)
- 1965: The Farmer’s Other Daughter
- 1968: Help Wanted Female
- 1968: Walk the Angry Beach (auch Drehbuch und Produktion)
- 1969: Alimony Lovers
- 1969: Ein Körper voller Lust (Baby Vickie) (auch Drehbuch)
- 1969: The Hang Up (auch Drehbuch und Produktion)
- 1969: The Cut-Throats (auch Drehbuch und Produktion)
- 1970: Junge Körper – hemmungslos (All the Lovin’ Kinfolk) (auch Drehbuch und Produktion)
- 1970: Fandango
- 1970: Sweet Trash (auch Drehbuch und Produktion)
- 1970: Dream No Evil (auch Drehbuch und Produktion)
- 1970: Die Gruft des Grauens (Grave of the Vampire)
- 1972: Garden of the Dead
- 1973: Auf und nieder – ich könnt schon wieder (Heterosexualis) (auch Drehbuch und Produktion)
- 1973: Hemd hoch oder ich schieße (Bust Out)
- 1974: Mama’s Dirty Girls
- 1976: Baby Rosemary
- 1977: Das Ende der Welt (End of the World)
- 1977: Jailbait Babysitter (auch Drehbuch)
- 1978: Hot Lunch
- 1979: Up Yours
- 1983: Pleasure Zone (auch Drehbuch)
- 1985: Geschichten aus der Schattenwelt (Tales from the Darkside) (Fernsehserie, 1 Episode)
- 1985: Working Girls (Episodenfilm, zwei Episoden)

Als Drehbuchautor
- 1958: The Kiss (auch Produktion)
- 1961: Kalter Wind im August (A Cold Wind in August) (Vorabfassung)
- 1980: Champagne for Breakfast
- 1982: Die Absteige (Purely Physical)

Als Schauspieler
- 1976: Der Goldschatz der Matecumbe (Treasure of Matecumbe)
- 1976: Zotti, das Urviech (The Shaggy D.A.)
- 1976: Draculas Todesrennen (Crash!)